# Arrested Development (Band)

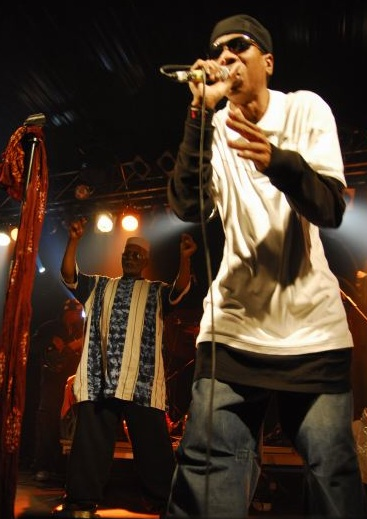
Arrested Development (2006)

Arrested Development ist eine progressive Hip-Hop-Gruppe aus den USA, die sich 1989 mit dem Ziel zusammentat, eine positive, afrozentrische Alternative zum damals populären Gangsta-Rap zu bieten. Gründungsmitglieder waren Speech und DJ Headliner.

## Geschichte
Nach über dreijähriger Arbeit erhielt Arrested Development einen Plattenvertrag und nannte daraufhin das erste Album 3 Years, 5 Months & 2 Days in the Life of …. Dafür gab es in den USA 4-fach Platin und im Vereinigten Königreich eine Goldene Schallplatte. Die auf dem Album enthaltenen Titel Tennessee, People Everyday und Mr. Wendal wurden in den Vereinigten Staaten zu Top-Ten-Hits. Arrested Development erhielt für Tennessee den Grammy für die beste Rap-Darbietung einer Gruppe und die Auszeichnung als beste neue Künstler. Die Musikzeitschrift Rolling Stone kürte die Formation im selben Jahr zur Band des Jahres.
Das 1993er Album Unplugged erreichte zwar nicht die Verkaufszahlen des Vorgängers, wurde in den Vereinigten Staaten aber mit Gold geehrt. Auch das 1994 erschienene Zingalamaduni hatte nur mäßigen Erfolg. Die Kritikermeinungen waren gespalten und der Verkauf lief nur schleppend. Im Vereinigten Königreich konnte Arrested Development dafür eine Silberne Schallplatte entgegennehmen.
Nach der Auflösung 1996 brachte Speech ein Soloalbum heraus, dem ebenfalls nur geringer Erfolg beschieden war. Ein weiteres Mitglied von Arrested Development, Dionne Farris, veröffentlichte 1994 das Soloalbum Wild Seed – Wild Flower, das die Hitsingle I Know enthielt und sich gut verkaufte.
1999 fand die Gruppe wieder zusammen und es folgten 5 weitere Alben sowie zwei EPs.

## Diskografie

### Alben
| Jahr | Titel                                         | Höchstplatzierung, Gesamtwochen, AuszeichnungChartplatzierungen (Jahr, Titel, Platzierungen, Wochen, Auszeichnungen, Anmerkungen) | Höchstplatzierung, Gesamtwochen, AuszeichnungChartplatzierungen (Jahr, Titel, Platzierungen, Wochen, Auszeichnungen, Anmerkungen) | Höchstplatzierung, Gesamtwochen, AuszeichnungChartplatzierungen (Jahr, Titel, Platzierungen, Wochen, Auszeichnungen, Anmerkungen) | Höchstplatzierung, Gesamtwochen, AuszeichnungChartplatzierungen (Jahr, Titel, Platzierungen, Wochen, Auszeichnungen, Anmerkungen) | Höchstplatzierung, Gesamtwochen, AuszeichnungChartplatzierungen (Jahr, Titel, Platzierungen, Wochen, Auszeichnungen, Anmerkungen) | Anmerkungen                                                                                      |
| Jahr | Titel                                         | DE | CH | UK | US | R&B | Anmerkungen                                                                                      |
| ---- | --------------------------------------------- | --- | --- | --- | --- | --- | ------------------------------------------------------------------------------------------------ |
| 1992 | 3 Years, 5 Months and 2 Days in the Life of … | DE32 (22 Wo.)DE | — | UK3 Platin · (34 Wo.)UK | US7 ×4Vierfachplatin · (76 Wo.)US                                                                                                 | R&B3 (73 Wo.)R&B | Erstveröffentlichung: 24. März 1992 Produzent: Speech                                            |
| 1993 | Unplugged                                     | — | — | UK40 (3 Wo.)UK | US60 Gold · (12 Wo.)US | R&B38 (9 Wo.)R&B | Erstveröffentlichung: März 1993 Produzent: Alex Coletti                                          |
| 1994 | Zingalamaduni=                                | DE34 (9 Wo.)DE | CH30 (3 Wo.)CH | UK16 Silber · (3 Wo.)UK | US55 (8 Wo.)US | R&B20 (10 Wo.)R&B | Erstveröffentlichung: 14. Juni 1994 Produzent: Speech                                            |
| 2004 | Among the Trees                               | DE98 (1 Wo.)DE | — | — | — | — | Erstveröffentlichung: Juli 2004 Produzenten: Carlos Mena, Dr. Luke, Lounge Lizzards, Speech, Za’ |

Weitere Alben
- 2000: The Heroes of the Harvest
- 2006: Since the Last Time
- 2009: Strong
- 2012: Standing at the Crossroads
- 2016: This World was never Home
- 2018: Craft & Optics
- 2020: Don't Fight Your Demons
- 2022: For The FKN Love
- 2024: Bullets In The Chamber

### Kompilationen
- 1994: Africa’s Inside Me
- 1998: Best of Arrestedevelopment
- 2001: Greatest Hits
- 2002: Classic Masters
- 2005: The Best of Arrested Development

### EPs
- 2000: Da Feelin’ EP
- 2002: Extended Revolution
- 2025: All I See Is Melanin

### Singles
| Jahr | Titel Album                                                   | Höchstplatzierung, Gesamtwochen, AuszeichnungChartplatzierungen (Jahr, Titel, Album, Platzierungen, Wochen, Auszeichnungen, Anmerkungen) | Höchstplatzierung, Gesamtwochen, AuszeichnungChartplatzierungen (Jahr, Titel, Album, Platzierungen, Wochen, Auszeichnungen, Anmerkungen) | Höchstplatzierung, Gesamtwochen, AuszeichnungChartplatzierungen (Jahr, Titel, Album, Platzierungen, Wochen, Auszeichnungen, Anmerkungen) | Höchstplatzierung, Gesamtwochen, AuszeichnungChartplatzierungen (Jahr, Titel, Album, Platzierungen, Wochen, Auszeichnungen, Anmerkungen) | Höchstplatzierung, Gesamtwochen, AuszeichnungChartplatzierungen (Jahr, Titel, Album, Platzierungen, Wochen, Auszeichnungen, Anmerkungen) | Höchstplatzierung, Gesamtwochen, AuszeichnungChartplatzierungen (Jahr, Titel, Album, Platzierungen, Wochen, Auszeichnungen, Anmerkungen) | Anmerkungen | [↑]: gemeinsam behandelt mit vorhergehendem Eintrag; [←]: in beiden Charts platziert |
| Jahr | Titel Album                                                   | DE | CH | UK | US | R&B | Dance | Anmerkungen |                                                                                      |
| ---- | ------------------------------------------------------------- | --- | --- | --- | --- | --- | --- | --- | ------------------------------------------------------------------------------------ |
| 1992 | Tennessee 3 Years, 5 Months and 2 Days in the Life of …       | DE27 (11 Wo.)DE | CH25 (9 Wo.)CH | UK18 (13 Wo.)UK | US6 Gold · (22 Wo.)US | R&B1 (21 Wo.)R&B | Dance34 (6 Wo.)Dance | Erstveröffentlichung: März 1992 Grammy Rap Group + R&B Hall of Fame Autoren: Earlee Taree, Speech                   |                                                                                      |
| 1992 | People Everyday 3 Years, 5 Months and 2 Days in the Life of … | — | — | UK2 Silber · (14 Wo.)UK | US8 Gold · (23 Wo.)US | R&B2 (25 Wo.)R&B | Dance6 (12 Wo.)Dance | Erstveröffentlichung: August 1992 inkl. Chorus von Sly & the Family Stones Everyday People Autor: Sylvester Stewart |                                                                                      |
| 1992 | Revolution 3 Years, 5 Months and 2 Days in the Life of …      | — | — | UK4 (9 Wo.)UK | US90 (6 Wo.)US | R&B49 (11 Wo.)R&B | — | Erstveröffentlichung: November 1992 vom Soundtrack des Films Malcolm X Autoren: Arrested Development                |                                                                                      |
| 1992 | Mr. Wendal 3 Years, 5 Months and 2 Days in the Life of …      | DE31 (16 Wo.)DE | —[UK: ↑] | UK4 (9 Wo.)UK | US6 Gold · (24 Wo.)US | R&B6 (23 Wo.)R&B | Dance1 (12 Wo.)Dance | Erstveröffentlichung: Dezember 1992 Autoren: Arrested Development                                                   |                                                                                      |
| 1993 | Natural Unplugged                                             | — | — | — | — | R&B90 (3 Wo.)R&B | — | Erstveröffentlichung: Mai 1993 Autoren: Arrested Development                                                        |                                                                                      |
| 1994 | Ease My Mind Zingalamaduni                                    | — | — | UK33 (5 Wo.)UK | US45 (12 Wo.)US | R&B14 (14 Wo.)R&B | — | Erstveröffentlichung: April 1994 Autoren: Arrested Development                                                      |                                                                                      |
| 1994 | United Front Zingalamaduni                                    | — | — | — | — | R&B66 (6 Wo.)R&B | — | Erstveröffentlichung: Mai 1994 Autor: Kwesi „DJ Kemit“ Asud                                                         |                                                                                      |

Weitere Singles
- 1993: Mama’s Always on Stage
- 1994: Africa’s Inside Me
- 2000: Hit the Road Jack
- 2004: Honeymoon Day
- 2005: A Lotta Things to Do
- 2006: Down & Dirty (Clap Your Hands)

## Auszeichnungen für Musikverkäufe
| Goldene Schallplatte - Australien - 1993: für die Single People Everyday - 1993: für die Single Mr. Wendal - Frankreich - 1999: für das Album 3 Years, 5 Months and 2 Days in the Life of … - Neuseeland - 1993: für die Single Mr. Wendal | Platin-Schallplatte - Australien - 1993: für das Album 3 Years, 5 Months and 2 Days in the Life of … - Neuseeland - 1993: für das Album 3 Years, 5 Months and 2 Days in the Life of … - 2022: für die Single People Everyday |

Anmerkung: Auszeichnungen in Ländern aus den Charttabellen bzw. Chartboxen sind in ebendiesen zu finden.
| Land/RegionAuszeichnungen für Musikverkäufe (Land/Region, Auszeichnungen, Verkäufe, Quellen) | Silber     | Gold     | Platin     | Verkäufe  | Quellen                       |
| -------------------------------------------------------------------------------------------- | ---------- | -------- | ---------- | --------- | ----------------------------- |
| Australien (ARIA)                                                                            | —          | 2× Gold2 | Platin1    | 140.000   | aria.com.au                   |
| Frankreich (SNEP)                                                                            | —          | Gold1    | —          | 100.000   | snepmusique.com               |
| Neuseeland (RMNZ)                                                                            | —          | Gold1    | 2× Platin2 | 50.000    | aotearoamusiccharts.co.nz NZ2 |
| Vereinigte Staaten (RIAA)                                                                    | —          | 4× Gold4 | 4× Platin4 | 6.000.000 | riaa.com                      |
| Vereinigtes Königreich (BPI)                                                                 | 2× Silber2 | —        | Platin1    | 560.000   | bpi.co.uk                     |
| Insgesamt                                                                                    | 2× Silber2 | 8× Gold8 | 8× Platin8 |           |                               |